# Август (Саксония-Мерзебург-Цьорбиг)
Вижте пояснителната страница за други личности с името Август.
Август фон Саксония-Мерзебург-Цьорбиг (на немски: August von Sachsen-Merseburg-Zörbig; * 15 февруари 1655, Мерзебург; † 27 март 1715, Цьорбиг) от рода на Албертинските Ветини е от 1691 до 1715 г. херцог на Саксония-Мерзебург-Цьорбиг.

## Живот
Той е третият син на херцог Кристиан I фон Саксония-Мерзебург (1615 – 1691) и съпругата му Кристиана фон Шлезвиг-Холщайн-Зондербург-Глюксбург (1634 – 1701), дъщеря на херцог Филип фон Шлезвиг-Холщайн-Зондербург-Глюксбург (1584 – 1663). Брат е на Кристиан II (1653 – 1694), херцог на Саксония-Мерзебург, Филип (1657 – 1690), херцог на Саксония-Мерзебург-Лаухщет, Хайнрих (1661 – 1738), херцог на Саксония-Мерзебург-Шпремберг и от 1731 г. на цялото херцогство Саксония-Мерзебург.
През 1691 г. Август получава град и дворец Цьорбиг за резиденция. През 1694 г. започва да преобразува стария замък на дворец, но умира преди да завърши.
Август умира на 27 март 1715 г. на 60 години в Цьорбиг. Той е пренесен с голяма церемония в Мерзебург и е погребан в княжеската гробница на катедралата Мерзебург. Наследен е от племенника му Мориц Вилхелм фон Саксония-Мерзебург.

## Фамилия
Август се жени на 1 декември 1686 г. в Гюстров за херцогиня Хедвиг фон Мекленбург-Гюстров (* 11 януари 1666; † 19 август 1735), дъщеря на херцог Густав Адолф фон Мекленбург (1633 – 1695) и херцогиня Магдалена Сибила фон Шлезвиг-Холщайн-Готорп (1631 – 1719). Те имат децата:
- Христина Магдалена (1687 – 1689)
- мъртвородена дъщеря (1689)
- Каролина Августа (1691 – 1747)
- Хедвиг Елеанора (1693 – 1693)
- Густав Фридрих (1694 – 1695)
- Август (1696 – 1696)
- мъртвородени близнаци (1707)